# Дёрр, Эйжа
Эйжа Дёрр (англ. Asia Durr; род. 5 апреля 1997 года в Дугласвилле, Джорджия) — американская профессиональная баскетболистка, выступающая в женской национальной баскетбольной ассоциации за команду «Атланта Дрим». Она была выбрана на драфте ВНБА 2019 года в первом раунде под общим вторым номером клубом «Нью-Йорк Либерти». Играет на позиции атакующего защитника.

## Ранние годы
Эйжа родилась 5 апреля 1997 года в городке Дугласвилл (штат Джорджия) в семье Терри и Одри Дёрр, у неё есть два брата, Кристиан и Ти Джей, и сестра, Дженезис, а училась в соседнем городе Атланта, столице штата, в католической средней школе имени святого Пия X, в которой выступала за местную баскетбольную команду.